# Řád pásu

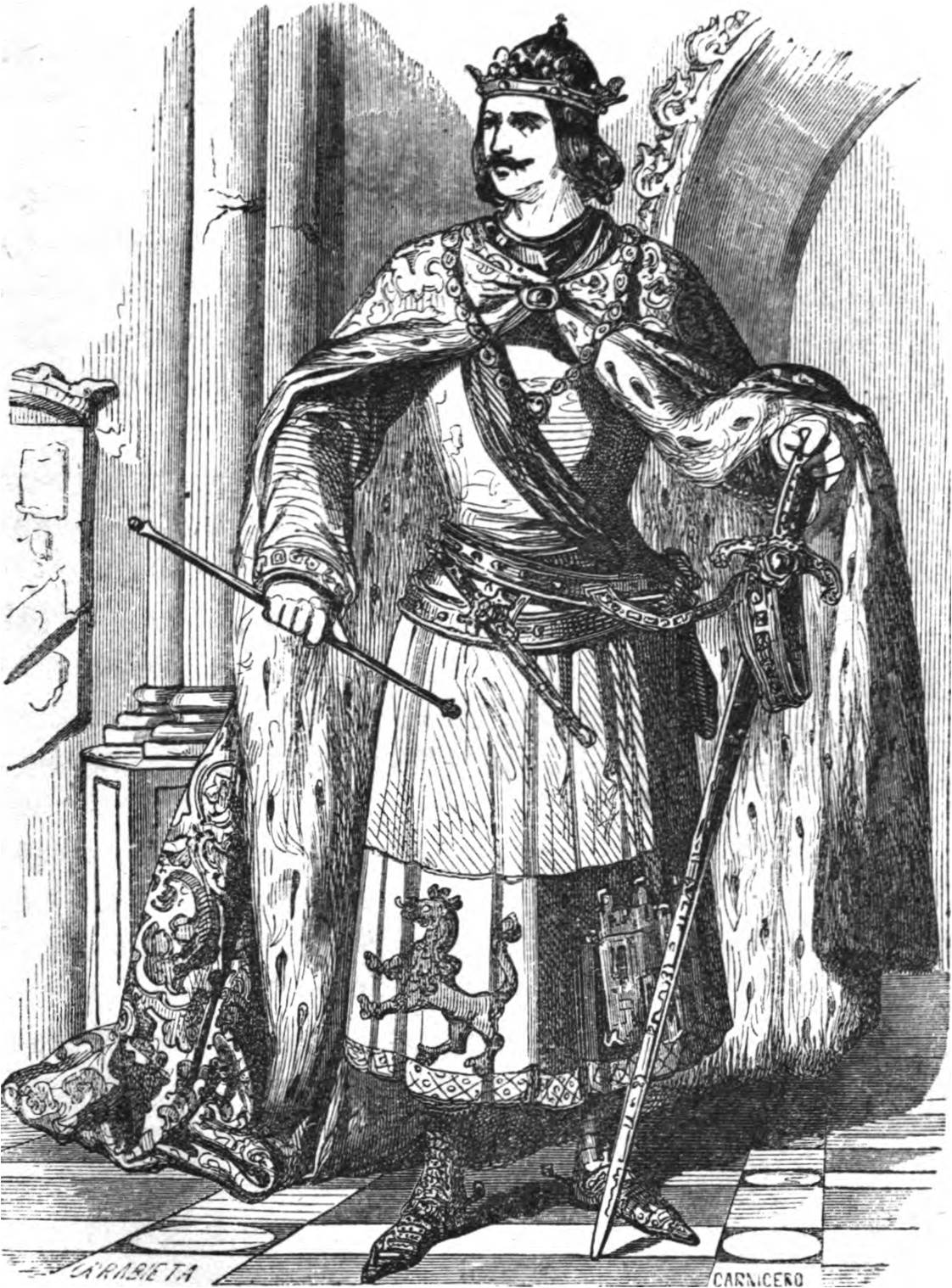
Portrét Kále Alfonse XI. s viditelným řádovým pásem křížem přes tělo

Řád pásu (španělsky Orden de la Banda) byl kastilský rytířský řád, založený roku 1332 kastilským králem Alfonsem XI. .
Jméno řádu pochází z pásu nebo stuhy, který byl symbolem řádu a nosil se křížem přes pravé rameno na levý bok rytíře. Byl udělován významným rytířům z okolí krále a byl vyhrazen pouze šlechticům, po nejméně desetileté službě ve vojsku nebo u dvora. Řád nebyl náboženskou organizací, ale byl to druhý nejstarší královský řád (po uherském Řádu sv. Jiří ). Jeho členové sice slibovali boj proti muslimům, ale od jeho členů se očekávala zejména věrnost kastilskému králi, vybrané chování a účast na turnajích.
Alfons XI. založil tento řád roku 1332, když potřeboval zlomit moc vzpurné šlechty, a někteří rytíři z jeho družiny si oblékli bílá roucha s červeným pásem, stejně jako sám král, který se stal jejich velmistrem. Řád převzali i jeho následovníci, nicméně jak význam řádu, tak i barva pásu se postupem doby měnila. V 15. století byly do řádu přijímány i ženy a řada chudých šlechticů, čímž prestiž řádu utrpěla natolik, že kolem roku 1474 řád zanikl.